# Comiso
Comiso ist eine Gemeinde im Freien Gemeindekonsortium Ragusa in der Region Sizilien in Italien mit 30.086 Einwohnern (Stand 31. Dezember 2023).

## Lage und Daten

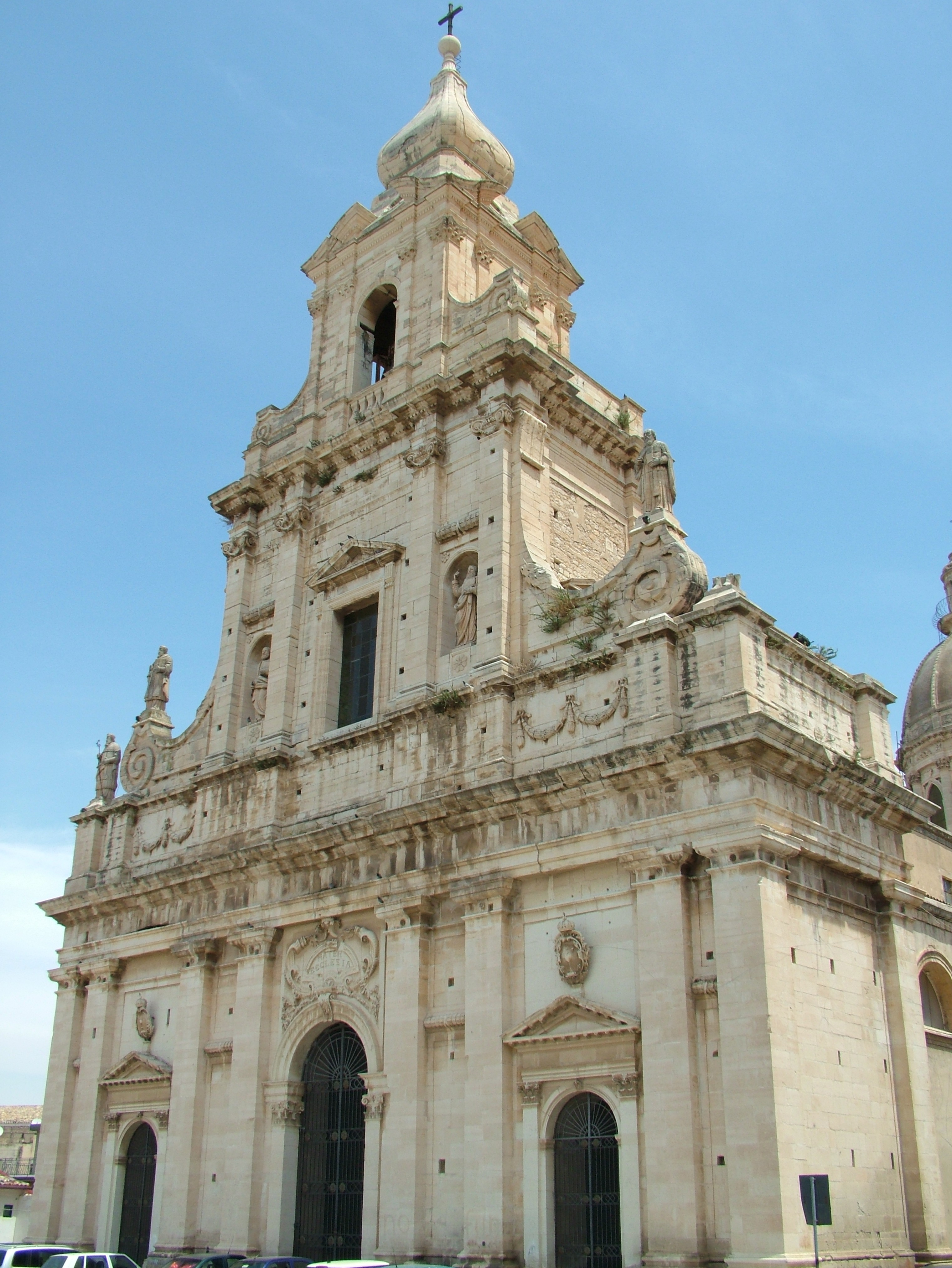
Chiesa Madre Santa Maria delle Stelle

Der Ort liegt 22 Kilometer westlich von Ragusa im Süden Siziliens. Die Einwohner arbeiten hauptsächlich in der Landwirtschaft (Wein und Gemüse) und im Handwerk (Schmiedekunst, Schreinerei und Marmorverarbeitung).
Die Ortsteile sind Comiso, Pedalino und Quaglio.
Die Nachbargemeinden sind Chiaramonte Gulfi, Ragusa und Vittoria.
Comiso hat einen Bahnhof, der an der Bahnstrecke Canicattì–Syrakus liegt.

## Geschichte
In der Antike war Comiso (griech. Kasmenai) eine griechische Kolonie. Die Stadt wurde 642 v. Chr. von Syrakusanern gegründet, 212 v. Chr. wurde sie von den Römern zerstört. 1693 wurde die Stadt bei einem Erdbeben stark beschädigt. Comiso wurde an gleicher Stelle wieder aufgebaut. Ab 1984 stationierte die NATO auf dem heutigen Verkehrsflughafen Comiso BGM-109G Gryphon-Marschflugkörper, die 1987 aufgrund des INF-Vertrags wieder abgezogen wurden.

## Bauwerke

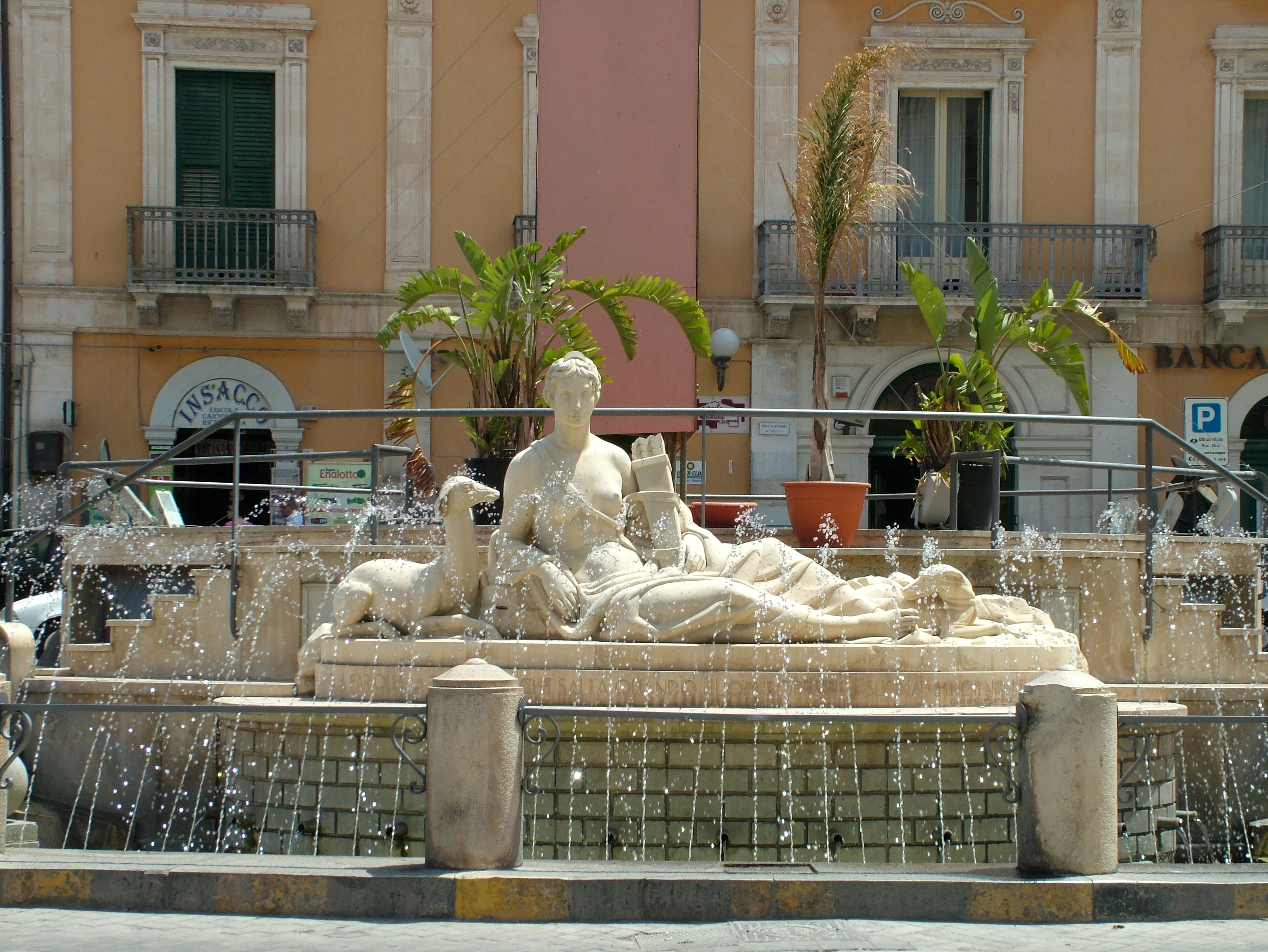
Diana-Brunnen

- Thermalbad, es ist aus römischer Zeit, es gibt noch Reste von Mosaiken aus dem 2. Jahrhundert nach Christus zu besichtigen
- Santa Maria delle Stelle aus dem 15. Jahrhundert, bei dem Erdbeben 1693 stark beschädigt, bei dem Wiederaufbau wurde die Kirche im Aufbau stark verändert
- Kirche San Filippo Neri aus dem 16. Jahrhundert
- Kirche San Francesco, erbaut im 13. Jahrhundert, im 15. Jahrhundert wurde ein Kloster angebaut
- Kirche Santissima Annunziata aus dem 16. Jahrhundert, zwischen 1772 und 1773 umgebaut und mit einer Barockfassade versehen.
- Kastell Naselli aus byzantinischer Zeit

## Söhne und Töchter der Stadt
- Biagio Pace (1889–1955), Klassischer Archäologe
- Gesualdo Bufalino (1920–1996), Schriftsteller und Romancier
- Salvatore Adamo (* 1943), Musiker, Liedermacher und Schlagersänger
- Cristina Scuccia (* 1988), Ordensfrau und Sängerin